# Miguel Barca del Duque
Miguel Barca del Duque (Santiago de Compostela, 30 de octubre de 1916 - 9 de enero de 2006), Caballero de la Real y Militar Orden de San Hermenegildo y Comandante de Artillería del Ejército Español, fue un militar y periodista compostelano, formado en la Academia de Artillería de Segovia, formó parte del bando sublevado, combatiendo en varias de las batallas más importantes de la Guerra Civil Española.

## Biografía
Nació en la Casa de Barca, en Santiago de Compostela. Era descendiente de una de las ramas más antiguas de los duques de Frías e hijo del médico y periodista Miguel Barca Blasco. Al margen de sus estudios académicos participó en los Catecismos de San Martín y se formó como miembro numerario de la Congregación de la Anunciada y San Luis Gonzaga, iniciativas dirigidas por la Compañía de Jesús con el propósito de preparar minorías selectas, llamadas a través de la devoción, el estudio y la acción a alcanzar posiciones influyentes en el orden público desde las que poner en práctica los principios del catolicismo social.
Los episodios de violencia anticlerical y persecución religiosa que marcaron los primeros meses de la Segunda República, con la quema y profanación de edificios religiosos, la expropiación de los bienes de la Compañía de Jesús y la intención de clausurar los colegios religiosos, entre otros episodios, le concienciaron de la importancia de hacer una defensa activa de la Iglesia.
Poco después de establecerse en Castellón de la Plana, donde residió durante la primera mitad de la década de 1930, fue uno de los fundadores y directivos de la Juventud Católica, dentro del plan de reorganización de la Acción Católica trazado en 1931 por Herrera Oria, que pretendía fomentar la piedad por medio de ejercicios espirituales y retiros, el estudio a través de la formación religiosa y apologética acerca de cuestiones sociales, políticas o morales de actualidad, y la acción, mediante la catequesis y el ejemplo en los ámbitos cotidianos. En paralelo, inició su carrera periodística como redactor del Diario de Castellón.

### Guerra Civil
Comenzó a cursar estudios de Medicina en la Universidad de Santiago de Compostela, pero tan pronto como estalló la Guerra Civil resolvió alistarse como boina roja en la Compañía del Apóstol Santiago, con la que se incorporó al Tercio de Abárzuza en el Alto de los Leones con el grado de cabo de Infantería y combatió en la Batalla de Guadarrama entre agosto y octubre de 1936.
Cuando la compañía fue relevada de sus posiciones en el Alto de los Leones, se dirigió a La Coruña para incorporarse al Ejército Nacional el 1 de noviembre de 1936, alistándose en el Regimiento de Artillería Ligera n.º 15 del Cuerpo de Ejército de Galicia. En octubre de 1937 fue destinado al frente de Teruel como integrante de la Plana Mayor del Grupo de Cañones 75/27 perteneciente a la Comandancia Principal de Artillería de la 108.ª División del Ejército Nacional. Combatió a las órdenes del General Yagüe en la Batalla de Teruel realizando servicios de cobertura del sector de Portalrubio, y en la Batalla de Alfambra con las operaciones de observación desde la posición de avanzadilla de Torrecilla del Rebollar y la ofensiva envolvente lanzada desde el norte hasta el encuentro en Perales de Alfambra con las tropas del General Aranda, en las que quedó entonces integrada su división.
A continuación participó en la Ofensiva de Aragón con la ruptura del frente de Vivel del Río por Cervera del Rincón, consiguiendo avanzar sucesivamente hacia Castel de Cabra y Berge hasta la retirada del frente por ese sector. Tras romper de nuevo las líneas enemigas, en abril de 1938 se incorporó desde Ejulve a la Ofensiva del Levante a las órdenes del General Varela con el plan de avanzar posiciones progresivamente hacia el Mediterráneo a través del Maestrazgo, una de las regiones más agrestes de España. Haciendo frente a fuertes ataques y a intensas lluvias que impedían el apoyo aéreo, la toma de Linares de Mora permitió alcanzar la posición del Destacamento de Enlace del General García-Valiño y continuar la ofensiva desde Puertomingalvo, controlando finalmente el sector de Onda tras varios días de combates encarnizados en Ribesalbes.
Una vez dividido el territorio republicano en dos tras haber alcanzado el Mediterráneo y controlar casi toda la provincia de Castellón, a finales de julio participó en la fuerte ofensiva de artillería con la que a lo largo de tres días el Cuerpo de Ejército del Maestrazgo asedió las líneas enemigas en la Batalla de la Línea XYZ, interrumpida por la noticia de que las tropas republicanas habían cruzado el Ebro. Al quedar suspendidas las operaciones para concentrar efectivos en la Batalla del Ebro quedó estabilizado con su división en Villamalur para asegurar la cobertura del frente, rechazando intensos ataques enemigos y tomando parte en las operaciones de conquista del Castillo de Vall de Uxó a finales de diciembre. Con la victoria asegurada, pasó los últimos meses de la guerra bajo el mando del General Moscardó en los frentes de Cella y Salinas de Medinaceli.
Al final de la guerra fue condecorado por sus méritos con la Cruz de Guerra, la Cruz del Mérito Militar con distintivo rojo y la Medalla de la Campaña.

### Carrera militar
Completó sus estudios militares en la Academia de Artillería de Segovia. Pocos meses después de licenciarse tomó el mando del Destacamento de Ceuta, y en octubre de 1943 se incorporó a la Maestranza de Artillería de Tetuán al ser promovido como capitán de la Alcazaba de Dar Chaui, una de las colonias que bajo la protección de mehalas jalifianas a las órdenes de un capitán español y de un caíd marroquí tenían el cometido de ayudar a consolidar la administración española y fomentar el desarrollo agrario e industrial durante el Protectorado Español de Marruecos a partir de pequeños núcleos rurales.
En septiembre de 1944 obtuvo su traslado definitivo a Santiago, quedando asignado en el Regimiento de Artillería n.º 28 al cargo del mando y administración de seis baterías en armas distintas en años sucesivos y desempeñando labores de profesor militar en el Pazo del Hórreo hasta su paso a reserva voluntaria, a finales de 1953.
En reconocimiento a su constancia en el servicio y a su expediente sin tacha recibió la Cruz y la Placa de la Real y Militar Orden de San Hermenegildo.

## Vida personal
Fue miembro de la sección de precisión de la Real Federación Española de Tiro Olímpico. Era sobrino del coronel Adelino Delduque da Costa, Gobernador de Damán, y sobrino bichozno del bandeirante António Correia Pinto de Macedo, Capitán Mayor del Sertón de Curitiba y fundador de la ciudad brasileña de Lages.

## Condecoraciones
- Placa de la Real y Militar Orden de San Hermenegildo
- Cruz de la Real y Militar Orden de San Hermenegildo
- Cruz de Guerra
- Cruz del Mérito Militar con distintivo rojo
- Medalla de la Campaña